# Muirodelphax aubei
Muirodelphax aubei är en insektsart som först beskrevs av Jean Pierre Omer Anne Édouard Perris 1857.  Muirodelphax aubei ingår i släktet Muirodelphax och familjen sporrstritar. Enligt den finländska rödlistan är arten starkt hotad i Finland. Arten är reproducerande i Sverige. Artens livsmiljö är strandängar vid Östersjön. Inga underarter finns listade i Catalogue of Life.